# Jantarnye kryl'ja
Jantarnye kryl'ja (Янтарные крылья) è un film del 2003 diretto da Andrej Razenkov.

## Trama
Il film racconta di un avvocato tedesco e di un'attrice russa che si incontrano la sera di Natale in un negozio della vecchia Tallinn e si innamorano.